# Кузелев, Дмитрий Леонидович
Дми́трий Леони́дович Кузелев (род. 1 ноября 1969 года, Кемеровская область, СССР) — российский гандболист, олимпийский чемпион 2000 года, заслуженный мастер спорта (2000). Выступал за клубы России, Германии, Дании, Польши.

## Биография
Родители родом с Кубани. Родился в Кемеровской области, куда родители уехали на комсомольскую стройку. Вернулся с родителями на Кубань в возрасте 8 лет, жил в Елизаветинской. Первый тренер — Валерий Житников, затем тренировался у Юрия Зайцева. В родной команде заиграть не удалось, был призван на срочную службу во флот.
Серебряный призёр чемпионата Европы (2000). На Олимпиаде в Сиднее (Австралия, 2000) завоевал золотую медаль в составе сборной России.

## Личная жизнь
Женат.